# John Clark (Politiker, 1761)
John Clark (* 1. Februar 1761 im New Castle County, Delaware Colony; † 14. August 1821 ebenda) war ein US-amerikanischer Politiker und von 1817 bis 1820 Gouverneur des Bundesstaates Delaware.

## Frühe Jahre und politischer Aufstieg
Clarks schulische Ausbildung war eher bescheiden. Er hat diesen Nachteil aber durch eigene Anstrengungen ausgeglichen, indem er in Eigenregie aus Büchern lernte. John Clark arbeitete ein Jahr lang als Sheriff im New Castle County. Von 1794 bis 1799 war er Finanzminister von Delaware und im Jahr 1798 wurde er in das Repräsentantenhaus von Delaware gewählt. Seit 1805 amtierte er auch als Friedensrichter. Von Oktober 1807 bis April 1808 war er als Oberst Regimentskommandeur in der Miliz seines Staates. Clark war Mitglied der Föderalistischen Partei, als deren Kandidat er am 1. Oktober 1816 zum Gouverneur gewählt wurde.

## Gouverneur von Delaware und weiterer Lebenslauf
John Clark trat seine dreijährige Amtszeit am 21. Januar 1817 an. Seine Regierungszeit verlief ohne besondere Vorkommnisse. Der Gouverneur unterstützte eine Reform zur schnellen und leichteren Abwicklung von kleineren Schulden. Damals wurde in Delaware eine Gesellschaft zur Förderung der amerikanischen Hersteller gegründet (Society of the State of Delaware for the Promotion of American Manufactures). Entsprechend der damals gültigen Staatsverfassung durfte Clark im Jahr 1819 nicht erneut kandidieren. Daher schied er am 15. Januar 1820 aus seinem Amt aus.
Danach zog er sich aus der Politik zurück und wurde Präsident der Commercial Bank of Smyrna. Allerdings verstarb er schon im August 1821. Er war mit Sarah Cook Corbit, einer verwitweten Tochter des früheren Präsidenten von Delaware, John Cook, verheiratet. Das Paar hatte mehrere Kinder, von denen aber nur die 1814 verstorbene Tochter Mary namentlich bekannt ist.